# Günther Arndt (Politiker)

Günther Arndt, Porträtfoto aus dem Reichstags-Handbuch 1938

Günther Hermann Richard Arndt (* 1. Dezember 1894 in Lomnitz, Kreis Hirschberg; † 18. Mai 1975 in Pretoria, Südafrika) war ein deutscher Nationalsozialist und Reichstagsabgeordneter der NSDAP.

## Leben
Er war der Sohn des Gutsbesitzers Richard Arndt und besuchte von 1901 bis 1914 die Volksschule und verschiedene Gymnasien in Hirschberg, Reichenbach und in Tarnowitz. Von 1914 bis 1920 war er Berufssoldat: Zunächst als Fahnenjunker eingerückt zum 2. Litthauischen Feldartillerie-Regiment Nr. 37, wurde er am 6. Januar 1915 zum Leutnant befördert. Im Ersten Weltkrieg war Arndt zuerst Regimentsadjutant, dann ab August 1917 Führer einer Geschützbatterie. An der Front wurde er viermal verwundet, davon zweimal schwer. Der Verlust eines Beines führte zum Ausscheiden aus dem aktiven Heeresdienst. Als er 1920 als Oberleutnant a. D. aus der Reichswehr verabschiedet wurde, hatte er das Eiserne Kreuz I. und II. Klasse sowie das Silberne Verwundetenabzeichen erhalten. Im Zivilleben war Arndt von 1920 bis 1926 landwirtschaftlicher Beamter im polnischen Teil Oberschlesiens. Bis 1931 arbeitete er auf eigenem Besitz in der ehemaligen Grafschaft Glatz als selbstständiger Landwirt.
Arndt trat zum 1. Oktober 1929 in die NSDAP ein (Mitgliedsnummer 157.819) und wurde in den Kreistag von Glatz gewählt. 1931 wurde er Mitglied der SS im Rang eines SS-Sturmbannführers; von 1. September 1931 bis Juni 1932 war er mit der Führung der 8. SS-Standarte „Niederschlesien“ in Liegnitz beauftragt. Dem Preußischen Landtag gehörte Arndt vom 24. April 1932 bis zum 14. Oktober 1933 als Mitglied der NSDAP-Fraktion an.
Nach der „Machtergreifung“ der Nationalsozialisten bekleidete Arndt verschiedene Funktionen im Arbeitsdienst: Von Februar bis Oktober 1933 war er Gaugruppenführer des Arbeitsdienstes der NSDAP in Schlesien, dann bis zum Ende des Zweiten Weltkrieges Gauarbeitsführer des Arbeitsgaues XI Mittelschlesien in Breslau. Dieser wurde 1935 Bestandteil des Reichsarbeitsdienstes (RAD). Ab dem 20. April 1939 war Arndt Generalarbeitsführer im RAD. Vom 11. Juli 1934 an gehörte er dem in der Zeit des Nationalsozialismus bedeutungslosen Reichstag an; Arndt war dabei Nachrücker für Edmund Forschbach, der im Zusammenhang mit dem „Röhm-Putsch“ zur Niederlegung seines Mandats gedrängt worden war.
Über Arndts Lebensweg nach dem Ende des Zweiten Weltkrieges ist nur wenig bekannt. Offenbar befand er sich nach Kriegsende vorübergehend in alliierter Internierungshaft. Er starb im Mai 1975 in Pretoria, Südafrika. Es ist unbekannt, ob er sich nur vorübergehend in Südafrika aufhielt oder dorthin ausgewandert war.